# Rivière des Hamel
Rivière des Hamel är ett vattendrag i Kanada.   Det ligger i provinsen Québec, i den sydöstra delen av landet, 400 km öster om huvudstaden Ottawa.
I omgivningarna runt Rivière des Hamel växer i huvudsak blandskog. Runt Rivière des Hamel är det glesbefolkat, med 15 invånare per kvadratkilometer.